# Хирка

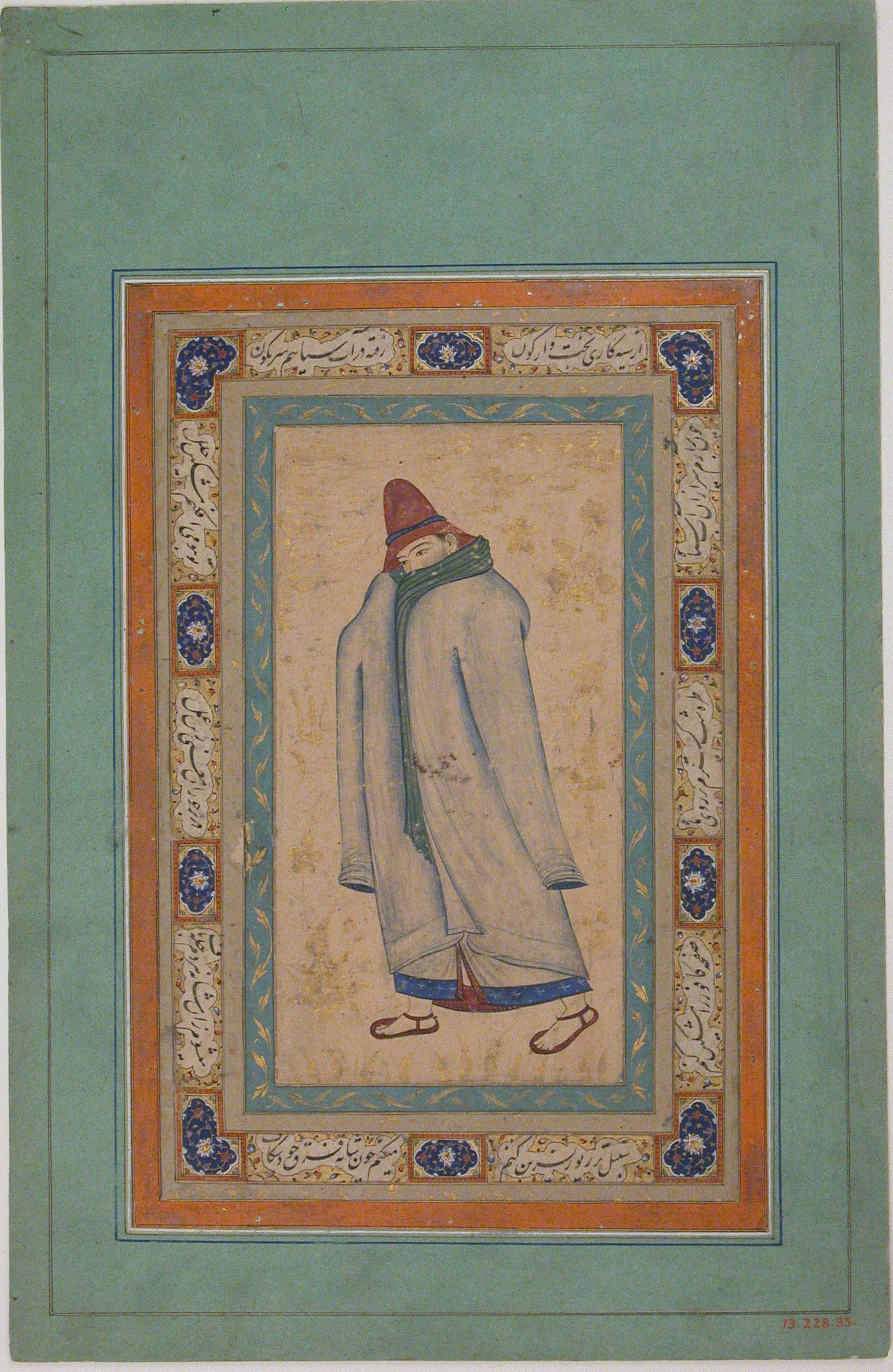
Дервиш в хирке, конец XVI — начало XVII в.

Хирка (араб. خِرْقَةٌ‎, дословно — «тряпка») — дырявый или залатанный плащ, рубище, которое чаще всего шилось из отдельных кусков ткани. Хирку обычно надевают при обряде посвящения ученика-мюрида в суфийский орден. Символ полного подчинения мюрида законам тариката.

## История
Обычай ношения хирки был заимствован мусульманскими аскетами у восточнохристианских подвижников и указывает на то, что облачённый в неё вступил на мистический путь (суфизм). Практика ношения хирки зафиксирована в VIII веке. Некоторые суфии были против этой практики, видя в ней «показную нескромность» и «стремление выделиться из среды прочих людей». Хирку следовало носить в течение всей жизни. Человек, получивший хирку, навечно остается привязанным к своему наставнику духовными узами.
Акт облачения в хирку имел два значения:
1. посвящение прошедшего испытательный срок ученика (мюрид) в братство мистиков (тарикат) как полноправного члена[4];
2. передача ученику его наставником (муршид) благословения Пророка путём раскрытия ему содержания тайной молитвы (вирд)[2].

## Понятия, связанные с хиркой
- аль-Хиркат аль-хидрия — духовное руководство и наставничество со стороны некоего таинственного персонажа — Хидра;
- Хиркат аль-ирада или хиркат аль-асль — полное подчинение правилам пути, вручается после окончания духовного руководства со стороны шейха;
- Хиркат ат-табаррук или хиркат ат-ташаббух — хирка, в которую облачают мюрида тотчас же по вступлении на путь[2];
- Хиркат ат-тарбия или хиркат аль-хидая — хирка, которую вручают тому, кто, по мнению шейха, не только может обучать учеников и раскрывать им смысл прочитанного, но и постоянно готовит неофитов к трудностям Пути и «объезжает их души»;
- Хиркат ас-сухба — хирка для мюридов, ставших полноправными членами братства;
- Хиркат ат-та‘лим — хирка «обучающего наставника», который обучает учеников только на основе суфийских книг и наставлений[3].